# Saison 4 des Experts
Chronologie
Saison 3 Saison 5
Cet article présente le guide des épisodes de la quatrième saison de la série télévisée Les Experts (CSI: Crime Scene Investigation).

## Distribution

### Acteurs principaux
- William Petersen (V.F.: Stéfan Godin) : Gil Grissom
- Marg Helgenberger (V.F.: Emmanuelle Bondeville) : Catherine Willows
- Gary Dourdan (V.F.: Éric Aubrahn) : Warrick Brown
- George Eads (V.F.: Denis Laustriat) : Nick Stokes
- Paul Guilfoyle (V.F.: François Dunoyer) : Jim Brass
- Jorja Fox (V.F.: Laurence Dourlens) : Sara Sidle
- Eric Szmanda (V.F.: Benjamin Boyer) : Greg Sanders
- Robert David Hall (V.F.: Pascal Casanova) : Albert Robbins

### Acteurs récurrents et invités
- David Berman (V.F.: Jérémy Prévost) : David Phillips
- Wallace Langham (V.F.: Jérémy Prévost) : David Hodges
- Archie Kao : Archie Johnson
- Romy Rosemont : Jacqui Franco (épisode 1 et 7)
- Scott Wilson : Sam Braun (épisode 1)
- Brian Bloom : Kent Rifkin (épisode 1)
- John Doman : Juge Slater (épisode 1 et 2)
- Josh Holloway : Kenny Richmond (épisode 1)
- Jeffrey Dean Morgan : Bill Nowlin (épisode 2)
- Marisol Nichols : une policière (épisode 2)
- Francis Capra : un punk (épisode3)
- Brandon Beemer : Ross Emery (épisode 6)
- Xander Berkeley : Rory Atwater (épisode 7, 8 et 9)
- Christian Camargo : Michael Fife (épisode 7)
- Autumn Reeser : Rachel Lyford (épisode 7)
- Eric Stonestreet : Ronnie Litra (épisode 9)
- Daphnée Duplaix : Amelia Reuben (épisode 9)
- Brian Austin Green : Gregory Curtwell (épisode 10)
- Danny Huston : Ty Caulfield (épisode 13)
- T.J. Thyne : un employé du magasin (épisode 14)
- Jimmy Bennett : Henry Turner (épisode 14)

## Épisodes

### Épisode 70:Épreuve d’amour
- États-Unis /  Canada : 25 septembre 2003 sur CBS / CTV[1]
- France : 14 février 2004 sur TF1[2]
- Québec : septembre 2005 sur Séries+

- États-Unis : 26,91 millions de téléspectateurs[3]
- Canada : 2,699 millions de téléspectateurs[4]
- France : 2,9 millions de téléspectateurs
- France : 4,1 millions de téléspectateurs[5] (rediffusion en seconde partie de soirée)

- David Berman (David Phillips)
- Skip O'Brien (Det. O'Riley)
- Archie Kao (Archie Johnson)
- Romy Rosemont (Jacqui Franco)
- Scott Wilson (Sam Braun)
- Joseph Patrick Kelly (Officer Metcalf)
- Paula Francis (elle-même)
- Nichole Hiltz (Natasha Rifkin)
- Brian Bloom (Kent Rifkin)
- Sandra Hess (Mandy Klinefeld)
- Rudolf Martin (Cameron Klinefeld)
- John Doman (Judge Slater)
- Scott Alan Smith (Stuart Gardner)
- Moon Bloodgood (Ophelia)
- Breck Wilson (Fred Laggerman)
- Michael Lopez (Checco Dominguez)
- Sue-Ling Garcia-Hyde (Alice Dominguez)
- Josh Holloway (Kenny Richmond)
- Lydia Blanco (Maid)
- Jim Jenkins (Reporter #1)
- Maureen Muldoon (Reporter #2)
- Terry Bozeman (Brad Lewis)
- Michael Azria (California Kid)
- John Kassir (Scruffy Gentleman)

### Épisode 71:Eau morte
- États-Unis /  Canada : 2 octobre 2003
- France : 14 février 2004 sur TF1
- Québec : 2005 sur Séries+

- États-Unis : 26,66 millions de téléspectateurs[6]
- Canada : 2,208 millions de téléspectateurs[7]
- France : 2,9 millions de téléspectateurs
- France : 3,32 millions de téléspectateurs[5] (rediffusion en seconde partie de soirée)

- David Berman (David Phillips)
- Skip O'Brien (Det. O'Riley)
- Archie Kao (Archie Johnson)
- Paul Francis (John Richardson)
- Joseph Patrick Kelly (Officer Metcalf)
- Sandra Hess (Mandy Klinefeld)
- Rudolf Martin (Cameron Klinefled)
- John Doman (Judge Slater)
- Scott Alan Smith (Stuart Gardner)
- Lombardo Boyar (Jesse Commons)
- Jeffrey Dean Morgan (Bill Nowlin)
- David Andrews (Officer Fromansky)
- Nate Torrence (Daniel Stern)
- Blake Shields (Wayne Hadley)
- Andrew Leeds (Tom Bell)
- Marisol Nichols (Police Dispatchers)
- Patrick Stogner (Bradley)
- Patrice Fisher (Waitress)

### Épisode 72:Péril en la demeure
- États-Unis /  Canada : 9 octobre 2003
- France : 28 février 2004 sur TF1
- Québec : 2005 sur Séries+

- États-Unis : 26,53 millions de téléspectateurs[8]
- Canada : 2,697 millions de téléspectateurs[9]

- Stephen Root (Mr. Kirkwood)
- Jeanette Brox
- M. C. Gainey (Frank Maddox)
- Paul Francis (Rich)
- Vince Vieluf
- Thomas Wilson Brown (Steve Jansson)
- Francis Capra (Tough Punk)
- Bill Jacobson (Deputy Irons)
- Keith Pillow (Public Defender)
- Brandon Kirsch (Officier Alamada)
- Barry Sigismondi (Uniform Cop #1)
- Christine Romeo (Linda Kirkwood)
- Ross Simanteris (Nathan Timmel)

### Épisode 73:Canicule
- États-Unis /  Canada : 23 octobre 2003
- France : 13 mars 2004 sur TF1
- Québec : 2005 sur Séries+

- États-Unis : 27,57 millions de téléspectateurs[10]
- Canada : 3,036 millions de téléspectateurs[11]

- Arye Gross (Paul Winston)
- Stacy Edwards (Vicki Winston)
- Chris Mulkey
- Carlos Jacott (Dr. Garner)
- Erik Jensen
- Rick Ravanello (Ranger Ted Stone)
- Cam Gigandet (Mark Young)
- Jacy Gross (Young Woman)
- Paul Rae (Wesley Jones)
- Adrienne Smith (Mother)
- Ryan Starr (Sophia Renatta)
- James Leo Ryan

### Épisode 74:Pas si bête
- États-Unis /  Canada : 30 octobre 2003
- France : 6 mars 2004 sur TF1
- Québec : 2005 sur Séries+

- États-Unis : 27,35 millions de téléspectateurs[12]
- Canada : 2,981 millions de téléspectateurs[13]

- Kim Robillard
- Edmund Wyson (Officier on Duty)
- Kimble Jemison (Valet)
- Traci L. Crouch (Linda Jones)
- Evan Arnold (Robert Pitt/Rocky Raccoon)
- Steven Barr
- Todd Robert Anderson
- Paul Francis (Rich)
- Brad Henke (George Bartell)
- Willie Garson (Bud Simmons/Sexy Kitty)
- Patrick Fischler

### Épisode 75:Chasseur de tête
- États-Unis /  Canada : 6 novembre 2003
- France : 21 février 2004 sur TF1
- Québec : 2005 sur Séries+

- États-Unis : 29,64 millions de téléspectateurs[14]
- Canada : 2,997 millions de téléspectateurs[15]
- France : 6,166 millions de téléspectateurs[16](rediffusion)

- Wallace Langham (David Hodges)
- Scott Wilson (Sam Braun)
- Victoria Reingar (Judy Tremont)
- Henry Czerny (Sheriff Brooks)
- Cameron Dye (Leland Brooks)
- Michael Bowen (Marty Cooperman)
- Jeffrey Combs (Dr. Sterling)
- Brandon Beemer (Ross Emery)
- Nathan Wetherington (Eric Brooks)
- Alyson Reed (Sylvia)
- Christina Carlisi (Doris)
- Roger Hewlett (Deputy Barry)
- Lon Gowan (Patron #1)
- Bob Bouchard (Patron #2)
- Clem Jeffreys (Patron #3)
- Darcy Halsey (Clery)
- Jeanette O'Connor (Catty Woman)

Un légiste envoie au laboratoire une tête retrouvée dans la campagne, à Jackson, Nevada. Grissom se rend là-bas afin de mener une enquête minutieuse, malgré le manque de motivation, puis l'hostilité de la police locale. Ils finissent par trouver le reste du corps, et des indices amènent à penser que l'assassin est local, et que peut-être le shérif le protège. Le père de Catherine lui envoie un gros chèque, et elle ne sait pas comment réagir.

### Épisode 76:Faute de preuves
- États-Unis : 13 novembre 2003
- France : 21 février 2004 sur TF1
- Québec : 2005 sur Séries+

- États-Unis : 29,27 millions de téléspectateurs[17]
- France : 8,181 millions de téléspectateurs[16] (rediffusion)

- Wallace Langham (David Hodges)
- Romy Rosemont (Jacqui Franco)
- David Berman (David Phillips)
- Palmer Davis (Margaret Finn)
- James Patrick Smart (Matthew Adams)
- Larry Sullivan (Officer Akers)
- Xander Berkeley (Sheriff Rory Atwater)
- Christian Camargo (Michael Fife)
- Erik Jensen (Jeffrey Sinclair)
- Kayren Butler (Rita Lyford)
- Lochlyn Munro (Officer Watson)
- Andrea Roth (Officer Kerry Ray)
- Gary Anthony Williams (Auto Detail Guy)
- David Labiosa (Car Wash Manager)
- James Marshall (Gary Quinn)
- Victoria Reinegar (Judy)
- Michael Ensign (Judge Brenner)
- Autumn Reeser (Rachel Lyford)

### Épisode 77:Le Révélateur
- États-Unis /  Canada : 20 novembre 2003
- France : 20 mars 2004 sur TF1
- Québec : 2005 sur Séries+

- États-Unis : 26,64 millions de téléspectateurs[18]
- Canada : 2,959 millions de téléspectateurs[19]
- France : 6,783 millions de téléspectateurs[20] (rediffusion)

- Xander Berkeley (Sheriff Rory Atwater)

### Épisode 78:Dommage collatéral
- États-Unis /  Canada : 11 décembre 2003
- France : 2 mars 2005 sur TF1
- Québec : 2005 sur Séries+

- États-Unis : 26,80 millions de téléspectateurs[21]
- Canada : 2,572 millions de téléspectateurs[22]
- France : 8,728 millions de téléspectateurs[23] (rediffusion)

- Xander Berkeley (Sheriff Rory Atwater)
- David Berman (David Phillips)
- Gerald McCullouch (Bobby Dawson)
- Joseph Patrick Kelly (Officer Metcalf)
- Eric Stonestreet (Ronnie Litra)
- Tom Gallop (Randy Painter)
- Randy J. Goodwin (Myles Reuben)
- Billy Keane (Roger Dunbar)
- Don Stark (Sam Hopkins)
- Susan Diol (Beth Dunbar)
- Benjamin Bryan (Timmy Dunbar)
- Tricia O'Kelley (Debbie Dunbar)
- Ashley Lauren Cunningham (Amy Dunbar)
- Benny Nieves (Adam Watson)
- Alex Carter (Det. Vartan)
- Daphnée Duplaix (Amelia Reuben)
- Louis Lombardi (Ducky Orfin)
- Marc Valera (Hotel Valet)
- Vincent Corazza (Mel Sams)
- Emory Livers III (Second Valet)

### Épisode 79:Trop jeune pour mourir
- États-Unis /  Canada : 18 décembre 2003
- France : 16 février 2005 sur TF1
- Québec : 2005 sur Séries+

- États-Unis : 24,69 millions de téléspectateurs[24]
- Canada : 2,443 millions de téléspectateurs[25]

- Geoffrey Rivas (lui-même)
- David Berman (David Phillips)
- Archie Kao (Archie Johnson)
- Gerald McCullouch (Bobby Dawson)
- Kimberlee Peterson (Ashley Curtwell)
- Brian Sites (Benny Lizzo)
- Brian Austin Green (Gregory Curtwell)
- Marcus Mitchell (Stewart Mitchell)
- Roxanne Beckford (Marlene Mitchell)
- Susan Chuang (Natalie)
- Basil Wallace (Principal Thomas)
- Jack Conley (Mr. Lizzo)
- Justin Lanning (Aaron Gilbert)
- Connor Ross (Jared Gilbert)
- Chris Fogleman (Johnnie)
- Chip Zien (Well Dressed Dad)
- Bari Hochwald (Mrs. Haddick)
- James DuMont (Mr. Haddick)
- Todd Jeffries (Foreman)
- Will Schaub (Construction Worker)
- Nicholas Roye (Todd)

### Épisode 80:Onze hommes en colère
- États-Unis /  Canada : 8 janvier 2004
- France : 16 février 2005 sur TF1
- Québec : 2005 sur Séries+

- États-Unis : 27,48 millions de téléspectateurs[26]
- Canada : 3,038 millions de téléspectateurs[27]

- Ever Carradine (Faye Minden)
- Eddie Jemison
- Billy Wirth
- Dean Norris
- Jack Laufer
- Susan May Pratt (Terri Newsome)
- Andy Berman (Mr. Dorsey)
- Chelsea Bond (Rita Minden-Westanson)
- Sarah Buxton
- Andy Powers (Chris Gibbons)
- Anne Betancourt
- Sarah Rafferty (Terry Minden)

### Épisode 81:La Perfection du meurtre
- États-Unis /  Canada : 15 janvier 2004
- France : 23 février 2005 sur TF1
- Québec : décembre 2005 sur Séries+

- États-Unis : 28,74 millions de téléspectateurs[28]
- Canada : 2,717 millions de téléspectateurs[29]

- Kyle Secor (Doctor)
- Josh Stamberg (Dr. Tripton)
- James Patrick Stuart
- Tinsley Grimes
- Rich Hutchman
- Jeff Sugarman (Dr. Mulligan)

### Épisode 82:La Marque du vampire
- États-Unis /  Canada : 5 février 2004
- France : 9 mars 2005 sur TF1
- Québec : 6 janvier 2006 sur Séries+

- États-Unis : 29,27 millions de téléspectateurs[30]
- Canada : 2,709 millions de téléspectateurs[31]

- David Berman (David Phillips)
- Andrea Roth (Officer Ray)
- Danny Huston (Ty Caulfield)
- Sherman Augustus (Head of Security)
- Joel Bissonnette (en) (Bobby Jones)
- Sam Doumit (Angela Sommerville)
- James Haven (Lazarus)
- Cameron Bender (Lifeguard)
- David Chung (Mr. Yamamoto)
- Steven Lee Allen (Security Guard)
- Meiling Melancon (Screaming Woman)
- Alan Gelfant (Scott Sommerville)
- Jacqui Maxwell (Alice)
- Cheselka Leigh (Joyce)
- Kimberly McCullough (Sandi)
- Maggie Eagan (Woman)

### Épisode 83:Une pluie de balles
- États-Unis /  Canada : 12 février 2004
- France : 16 mars 2005 sur TF1
- Québec : 13 janvier 2006 sur Séries+

- États-Unis : 30,71 millions de téléspectateurs[32]
- Canada : 2,936 millions de téléspectateurs[33]

- David Berman (David Phillips)
- Wallace Langham (Hodges)
- Gerald McCullouch (Bobby Dawson)
- David Andrews (Officer Fromansky)
- Derk Cheetwood (Officer Clay)
- Brooks Almy (Slot Change Lady)
- Michael Earl Reid (Rufus Sanders)
- T.J. Thyne (Bag Boy)
- Jamie Brown (Celeste Turner)
- Jimmy Bennett (Henry Turner)
- Nichole Lenstrom (Julia Reed)
- Michael Landes (Trent Reed)
- Joseph Patrick Kelly (Officer Metcalf)
- Joe Maruzzo (Store Manager)
- Candice Rose (Nurse)
- Steve Cell (IAB Investigator)
- Tim Kelleher (IAB Officer)

### Épisode 84:Chaud business
- États-Unis /  Canada : 19 février 2004
- France : 2 mars 2005 sur TF1
- Québec : 20 janvier 2006 sur Séries+

- États-Unis : 30,87 millions de téléspectateurs[34]
- Canada : 2,736 millions de téléspectateurs[35]
- France : 8,181 millions de téléspectateurs[16](rediffusion)

- David Berman (David Phillips)
- Wallace Langham (Hodges)
- Renee Allman (Laurel Trent)
- James Hyde (en) (Mike Trent)
- Joseph Patrick Kelly (Officer Metcalf)
- Anthony E. Zuiker (Security Guard)
- Nicholas Lea (Chris Bezich)
- Kim Coates (Drake Snow)
- Cory Hardrict (Ross Davis)
- Galvin Chapman (Alex Goode)
- D. B. Sweeney (Kyle Goode)
- Kat Dennings (Counter Girl)
- Oscar B. Goodman (Lawyer)
- Ray Stoney (Suspect #1)
- Christian Redd (Suspect #2)

### Épisode 85:Triste clown
- États-Unis /  Canada : 26 février 2004
- France : 18 mai 2005 sur TF1
- Québec : 27 janvier 2006 sur Séries+

- États-Unis : 28,01 millions de téléspectateurs[36]
- Canada : 2,494 millions de téléspectateurs[37]

- David Berman (David Phillips)
- Jose Zuniga (Det. Chris Cavaliere)
- Heather Kafka (Mindy Dupont)
- Keram Malicki-Sanchez (Jamal)
- Ross Partridge (Ed Burnell)
- James Russo (Jake Sinclair)
- Kevin C. Carr (Doodles (Donny Zonko))
- Matthew Walker (Mime)
- Rocco Sisto (Riley)
- Paul Dooley (Buddy)
- Debra Wilson (Divine)
- Judith Hoag (Merill Maguire)
- Joe Chrest (Al Maguire)
- Erin Foster (Crackhead Girl)
- Nicholas Lea (Chris Bezich)

### Épisode 86:La Détenue
- États-Unis /  Canada : 11 mars 2004
- France : 23 février 2005 sur TF1
- Québec : 3 février 2006 sur Séries+

- États-Unis : 27,40 millions de téléspectateurs[38]
- Canada : 2,541 millions de téléspectateurs[39]

- David Berman (David Phillips)
- Wallace Langham (Hodges)
- Diana Maria Riva (Juanita)
- T.R. Knight (Zero)
- Sami Reed (Kristeen)
- David Marciano (Frank Samuels)
- Gina Torres (Warden Hutton)
- Todd Tesen (Carl Hansen)
- Alex Carter (Detective Vartan)
- Eric Stonestreet (Ronnie Litra)
- Patrick MacManus (Adanto)
- Masasa Moyo (Inmate #1)
- Floreda Cooks (Inmate #2)
- Tess Parker (Antoinette- Baby Girl)
- James Patrick Stuart (Adam Matthews)
- Archie Kao (Archie Johnson)
- Ralph P. Martin (Landlord)
- Paul Carafotes (Pit Boss)
- Victoria Reinegar (Judy Tremony)

### Épisode 87:À l'état brut
- États-Unis /  Canada : 1er avril 2004
- France : 13 avril 2005 sur TF1
- Québec : 10 février 2006 sur Séries+

- États-Unis : 26,47 millions de téléspectateurs[40]
- Canada : 2,719 millions de téléspectateurs[41]
- France : 6,668 millions de téléspectateurs[23](rediffusion)

- David Berman (David Phillips)
- Xander Berkeley (Sheriff Roy Atwater)
- Archie Kao (Archie Johnson)
- Eric Stonestreet (Ronnie Litra)
- Erik Passoja (Walter Damian)
- Megan Follows (Beth Damian)
- Josh Stewart (Sean Manning)
- Anne McClure (Marissa Manning)
- Dale Dickey (Cassie)
- Angelica Pulido (Louise Madison)
- Mark Kelly (Surveillance Tech)
- David Hall (Martin Darian)

### Épisode 88:Le Dernier mot
- États-Unis /  Canada : 15 avril 2004
- France : 9 mars 2005 sur TF1
- Québec : 17 février 2006 sur Séries+

- États-Unis : 23,79 millions de téléspectateurs[42]
- Canada : 2,339 millions de téléspectateurs[43]
- France : 8,218 millions de téléspectateurs[23] (rediffusion)

- David Berman (David Phillips)
- Wallace Langham (Hodges)
- Tracey Needham (Jessica Abernathy)
- K. Callan (Grandma Martha Jones)
- Max Jansen Weinstein (Sam Abernathy)
- Christopher B. Duncan (Fireman)
- Larry Poindexter (Jack Clarke)
- Lisa Rotundi (Viva Charles)
- Erin Chambers (Molly Zimmerman)
- Oliver Ryan Anderson (Cody Chilson)
- Michael Bruner (Rick Chilson)
- Andy Comeau (Jason Sebold)
- Michael Miranda (Opponent)
- T.E. Russell (Wilson)
- Christopher Shea (Craig Kaufman)
- Jason Kravits (Avery Pierce)
- Roz Witt (Blue Hair)

### Épisode 89:À bout de course
- États-Unis /  Canada : 29 avril 2004
- France : 9 février 2005 sur TF1
- Québec : 24 février 2006 sur Séries+

- États-Unis : 26,37 millions de téléspectateurs[44]
- Canada : 2,34 millions de téléspectateurs[45]

- David Berman (David Phillips)
- Alex Carter (Detective Vartan)
- Leslie Bega (Leah Banks)
- Wallace Langham (Hodges)
- Romy Rosemont (Jacqui Franco)
- Steven Culp (Larry Mendez)
- Brian D. Johnson (Manny Senteno)
- Jennifer Gatti (Patricia Fielding)
- Tom Parker (Rick Adams)
- Tina Holmes (Wendy Senteno)
- Chris Coppola (Clyde Grimes)
- Dash Mihok (Steve Webster)
- Kim Rhodes (Lydia Lopez)
- Neil Giuntoli (Vincent Drake)
- Shawn Doyle (Archie Lope)
- Chad Williams (Tim Coleman)

### Épisode 90:Panique sur le grand huit
- États-Unis /  Canada : 6 mai 2004
- France : 9 février 2005 sur TF1
- Québec : 3 mars 2006 sur Séries+

- États-Unis : 20,39 millions de téléspectateurs[46]
- Canada : 2,164 millions de téléspectateurs[47]
- France : 8,33 millions de téléspectateurs[48] (Rediffusion)

- David Berman (David Phillips)
- Wallace Langham (Hodges)
- Will Rothhaar (Coaster Operator)
- Daveigh Chase (Tessa Press)
- Andrea Roth (Officer Ray)
- Marc Musso (Joey)
- Haley Ramm (Emily)
- Daniel Sapnton (Dad)
- Stacy Barnhisel (Mother)
- Ron Dean (en) (Woody McKane)
- Kate Vernon (Raina Press)
- J. Barton (Zack)
- Alexandra Breckenridge (Lisa Hunt)
- JB Ghuman Jr (MarcAnthony)
- Adam Hendershott (Henry Capana)
- Melina Bielefelt (Henry's Mother)
- Brad Hawkins (Justin Mack)
- James Patrick Stuart (Adam Matthews)
- Palmer Davis (Margret Finn)
- Terry Bozeman (Brad Lewis)

### Épisode 91:Jeu dangereux
- États-Unis /  Canada : 13 mai 2004
- France : 16 mars 2005 sur TF1
- Québec : 10 mars 2006 sur Séries+

- États-Unis : 22,52 millions de téléspectateurs[49]
- Canada : 1,855 million de téléspectateurs[50]
- France : 6,631 millions de téléspectateurs[16](rediffusion)

- David Berman (David Phillips)
- Scott Wilson (Sam Braun)
- Nicholas Lea (Chris Bezich)
- Wallace Langham (Hodges)
- Maury Chaykin (John Landers)
- Eddie Kaye Thomas (Seth Landers)
- Justin Urich (Teddy Keller)
- Brandon Quinn (Davis Mullins)
- Mark Derwin (Lawyer)
- Edmund Wyson (Officer Devine)
- Joseph Patrick Kelly (Officer Metcalf)

### Épisode 92:Meurtre à double code
- États-Unis /  Canada : 20 mai 2004
- France : 23 mars 2005 sur TF1
- Québec : 17 mars 2006 sur Séries+

- États-Unis : 25,40 millions de téléspectateurs[51]
- Canada : 2,959 millions de téléspectateurs[52]
- France : 9,1 millions de téléspectateurs[53](rediffusion 2006)

- Alex Carter (Detective Vartan)
- George Newbern (Todd Combs)
- Drew Pillsbury (Kevin Combs)
- Nina Siemaszko (Linley Parker)
- Michael Reilly Burke (Bailey Coombs)
- Tom Kiesche (Larry Coombs)
- Mark Kelly (Roger Coombs)
- Lisa Sheridan (Krystal Coombs)
- Davenia McFadden (Lucy James)
- Nancy Youngblut (SART Nurse)
- Rachel Winfree (Janet)
- Lamont D. Thompson (Line-up Officer)
- Drew Powell (Holding Cell Uniform Cop)
- Joseph Patrick Kelly (Officer Metcalf)
- Ty Upshaw (LVPD Cop)